# 경상남도의회의원 목록
다음은 경상남도의회의원 64명 명단이다.

## 의원 목록
| 선거구            | 이름   | 소속정당     | 관할구역                                                                                            | 비고        |
| ----------------- | ------ | ------------ | --------------------------------------------------------------------------------------------------- | ----------- |
| 창원시 제1선거구  | 서민호 | 국민의힘     | 의창구 동읍, 대산면, 북면                                                                           |             |
| 창원시 제2선거구  | 백태현 | 국민의힘     | 의창구 팔룡동, 의창동                                                                               |             |
| 창원시 제3선거구  | 박해영 | 국민의힘     | 의창구 봉림동, 명곡동                                                                               |             |
| 창원시 제4선거구  | 박준   | 국민의힘     | 성산구 반송동, 용지동                                                                               |             |
| 창원시 제5선거구  | 이찬호 | 국민의힘     | 성산구 중앙동, 웅남동                                                                               |             |
| 창원시 제6선거구  | 이재두 | 국민의힘     | 성산구 상남동, 사파동                                                                               |             |
| 창원시 제7선거구  | 박남용 | 국민의힘     | 성산구 가음정동, 성주동                                                                             |             |
| 창원시 제8선거구  | 강용범 | 국민의힘     | 마산합포구 구산면, 진동면, 진북면, 진전면, 현동, 가포동                                             |             |
| 창원시 제9선거구  | 정규헌 | 국민의힘     | 마산합포구 자산동, 교방동, 오동동, 합포동, 산호동                                                   |             |
| 창원시 제10선거구 | 정쌍학 | 국민의힘     | 마산합포구 월영동, 문화동, 반월중앙동, 완월동                                                       |             |
| 창원시 제11선거구 | 진상락 | 국민의힘     | 마산회원구 내서읍                                                                                   |             |
| 창원시 제12선거구 | 이장우 | 국민의힘     | 마산회원구 회원1동, 회원2동, 석전동, 회성동, 합성1동                                                |             |
| 창원시 제13선거구 | 조영명 | 국민의힘     | 마산회원구 양덕1동, 양덕2동, 합성2동, 구암1동, 구암2동, 봉암동                                      |             |
| 창원시 제14선거구 | 박동철 | 국민의힘     | 진해구 충무동, 여좌동, 태백동, 경화동, 병암동, 석동                                                 |             |
| 창원시 제15선거구 | 박춘덕 | 국민의힘     | 진해구 이동, 자은동, 덕산동, 풍호동                                                                 |             |
| 창원시 제16선거구 | 이치우 | 국민의힘     | 진해구 웅천동, 웅동1동, 웅동2동                                                                     |             |
| 진주시 제1선거구  | 정재욱 | 국민의힘     | 문산읍, 내동면, 정촌면, 금곡면, 가호동, 천전동, 성북동, 충무공동                                    |             |
| 진주시 제2선거구  | 박성도 | 국민의힘     | 명석면, 대평면, 수곡면, 평거동, 신안동, 이현동, 판문동                                              |             |
| 진주시 제3선거구  | 조현신 | 국민의힘     | 천전동, 성북동, 가호동                                                                              |             |
| 진주시 제4선거구  | 유계현 | 국민의힘     | 진성면, 일반성면, 이반성면, 사봉면, 지수면, 금산면, 상대동, 하대동, 상평동                          | 무투표 당선 |
| 진주시 제5선거구  | 김진부 | 국민의힘     | 대곡면, 집현면, 미천면, 중앙동, 상봉동, 초장동                                                      |             |
| 통영시 제1선거구  | 강성중 | 국민의힘     | 산양읍, 용남면, 도산면, 광도면, 욕지면, 한산면, 사량면, 미수동, 봉평동                              |             |
| 통영시 제2선거구  | 김태규 | 국민의힘     | 도천동, 명정동, 중앙동, 정량동, 북신동, 무전동                                                      |             |
| 사천시 제1선거구  | 임철규 | 국민의힘     | 사천읍, 정동면, 사남면, 용현면, 축동면, 곤양면, 곤명면, 서포면                                      |             |
| 사천시 제2선거구  | 김현철 | 국민의힘     | 동서동, 선구동, 동서금동, 벌용동, 향촌동, 남양동                                                    |             |
| 김해시 제1선거구  | 최학범 | 국민의힘     | 생림면, 북부동                                                                                      |             |
| 김해시 제2선거구  | 서희봉 | 국민의힘     | 대동면, 상동면, 삼안동, 불암동                                                                      |             |
| 김해시 제3선거구  | 최동원 | 국민의힘     | 동상동, 부원동, 활천동                                                                              |             |
| 김해시 제4선거구  | 권요찬 | 국민의힘     | 진영읍, 한림면                                                                                      |             |
| 김해시 제5선거구  | 주봉한 | 국민의힘     | 주촌면, 진례면, 장유2동                                                                             |             |
| 김해시 제6선거구  | 박병영 | 국민의힘     | 회현동, 칠산서부동, 장유1동                                                                         |             |
| 김해시 제7선거구  | 이시영 | 국민의힘     | 내외동                                                                                              |             |
| 김해시 제8선거구  | 손덕상 | 더불어민주당 | 장유3동                                                                                             |             |
| 밀양시 제1선거구  | 장병국 | 국민의힘     | 부북면, 상동면, 산외면, 산내면, 단장면, 내일동, 내이동, 교동, 삼문동                                |             |
| 밀양시 제2선거구  | 예상원 | 국민의힘     | 삼랑진읍, 하남읍, 상남면, 초동면, 무안면, 청도면, 가곡동                                            | 무투표 당선 |
| 거제시 제1선거구  | 정수만 | 국민의힘     | 일운면, 동부면, 남부면, 거제면, 둔덕면, 사등면, 장승포동, 능포동, 아주동                            |             |
| 거제시 제2선거구  | 전기풍 | 국민의힘     | 연초면, 하청면, 장목면, 옥포1동, 옥포2동, 수양동                                                    |             |
| 거제시 제3선거구  | 윤준영 | 국민의힘     | 장평동, 고현동, 상문동                                                                              |             |
| 양산시 제1선거구  | 이용식 | 국민의힘     | 물금읍 일부                                                                                         |             |
| 양산시 제2선거구  | 이영수 | 국민의힘     | 물금읍 일부, 원동면                                                                                 |             |
| 양산시 제3선거구  | 최영호 | 국민의힘     | 상북면, 하북면, 중앙동, 삼성동, 강서동                                                              |             |
| 양산시 제4선거구  | 권혁준 | 국민의힘     | 동면, 양주동                                                                                        |             |
| 양산시 제5선거구  | 박인   | 국민의힘     | 서창동, 소주동                                                                                      |             |
| 양산시 제6선거구  | 허용복 | 국민의힘     | 평산동, 덕계동                                                                                      |             |
| 의령군 선거구     | 권원만 | 국민의힘     | 의령군 전역                                                                                         | 무투표 당선 |
| 함안군 제1선거구  | 조영제 | 국민의힘     | 가야읍, 함안면, 군북면, 법수면, 여항면                                                              |             |
| 함안군 제2선거구  | 조인제 | 국민의힘     | 칠원읍, 대산면, 칠서면, 칠북면, 산인면                                                              |             |
| 창녕군 제1선거구  | 성낙인 | 국민의힘     | 창녕읍, 고암면, 성산면, 대합면, 이방면, 유어면, 대지면                                              | 무투표 당선 |
| 창녕군 제2선거구  | 우기수 | 국민의힘     | 남지읍, 계성면, 영산면, 장마면, 도천면, 길곡면, 부곡면                                              |             |
| 고성군 제1선거구  | 백수명 | 국민의힘     | 고성읍, 대가면                                                                                      |             |
| 고성군 제2선거구  | 허동원 | 국민의힘     | 삼산면, 하일면, 하이면, 상리면, 영현면, 영오면, 개천면, 구만면, 회화면, 마암면, 동해면, 거류면      |             |
| 남해군 선거구     | 류경완 | 더불어민주당 | 남해군 전역                                                                                         |             |
| 하동군 선거구     | 김구연 | 국민의힘     | 하동군 전역                                                                                         |             |
| 산청군 선거구     | 신종철 | 국민의힘     | 산청군 전역                                                                                         | 무투표 당선 |
| 함양군 선거구     | 김재웅 | 국민의힘     | 함양군 전역                                                                                         |             |
| 거창군 제1선거구  | 박주언 | 국민의힘     | 거창읍 일부                                                                                         |             |
| 거창군 제2선거구  | 김일수 | 국민의힘     | 주상면, 웅양면, 고제면, 남상면, 남하면, 신원면, 가조면, 가북면, 북상면, 위천면, 마리면, 거창읍 일부 | 무투표 당선 |
| 합천군 선거구     | 장진영 | 국민의힘     | 합천군 전역                                                                                         |             |
| 비례대표          | 한상현 | 더불어민주당 | 경상남도 일원                                                                                       |             |
| 비례대표          | 유형준 | 더불어민주당 | 경상남도 일원                                                                                       |             |
| 비례대표          | 박진현 | 국민의힘     | 경상남도 일원                                                                                       |             |
| 비례대표          | 노치환 | 국민의힘     | 경상남도 일원                                                                                       |             |
| 비례대표          | 전현숙 | 국민의힘     | 경상남도 일원                                                                                       |             |
| 비례대표          | 이춘덕 | 국민의힘     | 경상남도 일원                                                                                       |             |

## 같이 보기
- 경상남도의회